# Спостерігач в Генеральній Асамблеї ООН
Спостерігач Генеральної асамблеї ООН — статус спостерігача Генеральної Асамблеї ООН привласнюється резолюцією Генеральної Асамблеї. 

## Сучасний стан
В наш час[коли?] три держави є спостерігачами в ООН — Ватикан, Мальтійський орден і Палестинська держава але в майбутньому (може 2025) бути четвертою державою спостерігачем ООН під офіційною назвою Суверенна держава Ордену Бекташі.

## Історичний аспект
До приєднання до ООН у 2002 році статус спостерігача мала Швейцарія.
Також мають цей статус такі організації як СНД, ОБСЄ, Арабська ліга, ЄС та інші. Китайська Республіка, відома як Тайвань, була членом-засновником ООН, яка представляла Китай, який розділений між Республікою Китай і Китайською Народною Республікою ще з часів громадянської війни в Китаї. Однак у 1971 році Резолюція Генеральної Асамблеї ООН 2758 змінила місце Китаю в ООН від КР до КНР. З тих пір Тайвань намагається відновити свою участь у діяльності ООН. Були розглянуті різні методи, в тому числі отримання статусу спостерігача, але врешті-решт КР вирішила подати більш розмиті запити, які не визначали форму участі, яку вона прагнула між 1993 і 2006 рр. Ці прохання постійно відхилялись через визнання ООН КНР "законним представником Китаю при ООН". З резолюції Генеральний секретар ООН дійшов висновку, що Генеральна Асамблея вважає Тайвань провінцією КНР, і, таким чином, вона не дозволяє Республіці Китай стати учасницею договорів, депозитарієм яких вона є.

## Статус
Спостерігачі мають право участі в дискусіях Генасамблеї, але не мають права голосу.
Існує відмінність між державними та недержавними спостерігачами. Не члени Організації Об'єднаних Націй, які є членами однієї або декількох держав, можуть претендувати на статус держави-спостерігача з постійним статусом. Недержавні спостерігачі міжнародних організацій та інших осіб.
Не члени ООН мають місця для сидіння в залі Генеральної Асамблеї відразу ж після державами-членами і перед іншими спостерігачами.